# Département de la bibliothèque nationale de Jordanie
Le Département de la bibliothèque nationale de Jordanie (Departement of the National Library) est la bibliothèque nationale de Jordanie. Ses principales missions sont la conservation, l'organisation et la mise à disposition du public de la production intellectuelle jordanienne, la gestion du dépôt légal et la réalisation de la bibliographie nationale jordanienne.

## Histoire
En 1977, une loi crée la Direction des bibliothèques et des documents nationaux dont l'une des tâches est d'établir une bibliothèque nationale. En 1990 la Direction des bibliothèques et des documents nationaux a été supprimée et remplacée par un ministère de la Bibliothèque nationale et Centre de documentation. Enfin en 1994, le département de la Bibliothèque nationale et le Centre de documentation sont fusionnés et deviennent le Département de la Bibliothèque Nationale, rattaché au ministère de la culture.